# Himod
Himod község Győr-Moson-Sopron vármegyében, a Kapuvári járásban.

## Fekvése
A Rábaköz déli részén, a Répce-síkság határán, sík területen fekszik, Kapuvártól 12 kilométerre délre. Területe nagyrészt a Rába észak felé lejtő, megsüllyedt, jelenkori folyóvízi üledékkel borított hordalékkúp-lejtője.

### Megközelítése
Központján annak főutcájaként az a 8613-as út halad végig, amely Kapuvár déli határszélén, a Celldömölkre vezető 8611-es út és az M85-ös autóút csomópontjától indul Cirák irányába, ez tehát a legfontosabb közúti megközelítési útvonala. Elérhető ugyanezen az úton déli irányból is, valamint a 8611-es út kisfaludi szakasza felől is. Vasútvonal nem érinti.

## Története
A faluról 1408-ból származik az első írásos emlék: nevét „Hymod" alakban említették.
Az 1535-ben öntött egyik harang felirata is arra buzdítja illetve buzdította a himodiakat, hogy szeressék és tiszteljék egymást és az Istent. „Uradnak, Istenednek add meg a tiszteletet, s akkor jöhet ítéletének órája" - ez olvasható a harangon.
1593-ban az állandó árvízveszély miatt voltak kénytelenek a Répce partjáról a jelenlegi, biztonságosabb helyre költözni.
Az egyházközség 1765-ben Csapodból vált ki és lett önállóvá, amikor már kőtemplommal rendelkezett a település, A himodi templom a 18. század végén, késő barokk stílusban épült, amelyet Kisboldogasszony tisztelete övez, s 1878-ban bővítettek és újítottak fel. A himodi katolikus Kisboldogasszony templom harangjainak hangját itt hallgathatja meg.
A ’48-as szabadságharcban öten, a két világháborúban 118-an vesztették életüket.
Himod múltjáról kevés információ található. Ezt a hiányt pótolja Gerencsér Péter: HIMOD A szűkölködő falu c. könyve, amely a Himod Önkéntes Tűzoltó Egyesület kiadásában, a Rábaköz Öröksége sorozatban jelent meg 2015-ben.
Tovább színesíti a múltat a falu egykori községi kovácsának kovácsműhelyéről készült ismertető.
A közelmúltban több tudományos közlemény jelent meg, az 1593-ig a Répce partján elhelyezkedett „Óhimod” temetőinek régészeti feltárásáról. A Káposztáskertek néven ismert területről három, különböző korokból származó temető feltárásának eddigi eredményeit közlik. Ezek szerint egy 9. századi, Karoling-kori, és egy 10-11. századi, honfoglalás és Árpád-kori temető részlet, továbbá egy 17-18. századi temetőrész került dokumentálásra. A temetőrészlet teljes közlése itt érhető el.
A sírokban talált használati és munkaeszközök, ékszerek leírása, ábrázolása és fényképei itt találhatóak.
Jász László plébános – elemezve a jelenlegi címer elemeit – kiemelte, hogy a címerpajzs felső mezejében látható piros szívből kinövő piros rózsák a himodiak példaértékű összetartó erejét, heroikus küzdelmét jelképezi, amire a kedvezőtlen talajviszonyok miatt nélkülözhetetlen szükségük volt, hogy talpon tudjanak maradni. A szívből kinövő virág az életfa egyik megnyilvánulási formája, az életfa az élet folytonosságának jelképe, amely a település életképességét szimbolizálja. A címerpajzsot vágó hullámos ezüst pólya a víz nélkülözhetetlen fontosságát jelöli, míg a kék mezőben látható hal a település hajdani gazdálkodási ágára, a halászatra utal.

## Közélete

### Polgármesterei
- 1990–1994: Dr. Pődör Péterné (független)[8]
- 1994–1998: Dr. Pődör Péterné (független)[9]
- 1998–2002: Dr. Pődör Péterné (független)[10]
- 2002–2006: Dr. Pődör Péterné (független)[11]
- 2006–2010: Dr. Pődör Péterné (független)[12]
- 2010–2014: Módos Ferenc (független)[13]
- 2014–2019: Módos Ferenc (független)[14]
- 2019–2024: Lukácsi Attila (független)[15]
- 2024– : Lukácsi Attila (Fidesz-[Kereszténydemokrata Néppárt|KDNP]])[16]

## Népessége
A település népességének változása:
| Lakosok száma | 635  | 615  | 612  | 634  | 640  | 620  | 609  |
|               | 2013 | 2014 | 2015 | 2021 | 2022 | 2023 | 2024 |

A 2011-es népszámlálás során a lakosok 91,1%-a magyarnak, 0,2% bolgárnak, 0,5% cigánynak, 1% németnek, 0,6% románnak mondta magát (8,6% nem nyilatkozott; a kettős identitások miatt a végösszeg nagyobb lehet 100%-nál). A vallási megoszlás a következő volt: római katolikus 82,3%, református 0,6%, evangélikus 2,4%, görögkatolikus 0,2%, felekezeten kívüli 1% (12,7% nem nyilatkozott).
2022-ben a lakosság 88%-a vallotta magát magyarnak, 5% németnek, 0,3% románnak, 0,2-0,2% szlováknak, szerbnek és cigánynak, 1,6% egyéb, nem hazai nemzetiségűnek (9,5% nem nyilatkozott; a kettős identitások miatt a végösszeg nagyobb lehet 100%-nál). Vallásuk szerint 59,4% volt római katolikus, 2,2% evangélikus, 0,5% görög katolikus, 0,3% református, 0,2% ortodox, 0,8% egyéb keresztény, 0,2% egyéb katolikus, 5% felekezeten kívüli (31,6% nem válaszolt).

## Hírességek
- Itt halt meg Benyovszky József (1793–1857) katolikus pap.
- Áldozó József (Himod, 1892. augusztus 10. – Budapest, 1983. március 21.) festőművész. (Képei: Falusi utca, 1942, Önarckép)
- Madáchy Károly (Berlin, 1910. április 30. – Körmend, 1995. szeptember 5.) tanár, iskolaigazgató. Az esztergomi tanítóképzőben 1931-ben szerzett oklevelet. A Batthyány-levéltár maradványainak megmentésén dolgozott, iskolamúzeumot hozott létre, mely 3000 darabból álló gyűjteményt tartalmaz. 1988-ban Ortutay Gyula–emlékérmet, 1991-ben Gyémántdiplomát kapott.[19]

## Látnivalók
- Római katolikus templom
- Répceparti horgászegyesület horgásztava
- Répce folyó
- Kardos-ér
- Köles-ér
- Himodi emlékkő (600 éves évforduló)
- A bányatónál horgászni is lehet. Sportolásra ott a sportpálya, ahol kis- és nagypályás labdarúgó mérkőzések is lebonyolíthatók. A községet nagyvadas erdős területek veszik körül, amely kirándulásra és vadászatra is alkalmas. Sok külföldi jár az erdőkbe vadászni. Himod és Kisfalud között került kialakításra egy sportlövészetre alkalmas pálya, amely magántulajdonban van.